# Katerînivka, Dunaiivți
Katerînivka (în ucraineană Катеринівка) este un sat în comuna Mînkivți din raionul Dunaiivți, regiunea Hmelnîțkîi, Ucraina.

## Demografie
Componența lingvistică a localității Katerînivka
     Ucraineană (98,51%)
     Rusă (1,49%)
Conform recensământului din 2001, majoritatea populației localității Katerînivka era vorbitoare de ucraineană (98,51%), existând în minoritate și vorbitori de rusă (1,49%).